# Перо Антић
Перо Антић (мкд. Перо Антиќ; Скопље, 29. јул 1982) бивши је македонски кошаркаш. Играо је на позицијама крилног центра и центра. Био је дугогодишњи репрезентативац Македоније. Три пута је освајао Евролигу, два пута са Олимпијакосом и једном са Фенербахчеом. Две сезоне је играо у НБА лиги у тиму Атлaнтa хoксa. Током 2020. године постављен је на функцију председника Кошаркашког савеза Македоније.

## Каријера

### Младост
Антић је каријеру почео у Работничком из Скопља, за чији је први тим играо од 1999. до 2001. године. Након тога је четири године провео у АЕК-у из Атине, где је у последњој сезони (2004/05) остварио најбољи учинак од 4,6 поена и 2,9 скокова у 15 мечева у Евролиги и 5,2 поена у шампионату Грчке. Са овим клубом је био шампион 2002. године.

### Црвена звезда
Антић је лето 2005. године стигао у Црвену звезду. Одиграо је две сезоне, освојио национални куп 2006. године и у 94 такмичарске утакмице постигао 862 поена. У сезони 2005/06. у лигашком делу Јадранске лиге бележио је у просеку 10 поена уз 5,5 скокова, али је добар део такмичења пропустио због повреде. У освајању Купа у три меча убацио је укупно 20 поена, док је у Суперлиги Србије и Црне Горе имао просек од 8,7 поена и 4,4 скока у лигашком делу. Наредне сезоне пружио је још боље партије, али су изостали трофеји. У регионалној лиги 2006/07. бележио је 10,7 поена и 5,2 скока у 24 утакмице, а у УЛЕБ купу су црвено-бели стигли до четвртфинала, где их је зауставио мадридски Реал, кога су у групној фази лако савладали у Пиониру са 19 разлике (100:81). Перо је и у овом такмичењу имао двоцифрен просек од 10,1 поена и 4,9 скокова. У домаћем такмичењу црвено-бели су поново заустављени од Партизана. Перо је у полуфиналу против Хемофарма кошем уз звук сирене донео Звезди победу у Вршцу (74:72) у првој утакмици. Иако је био окренут леђима од коша инстинктивно је бацио лопту, која је завршила на правом месту, а занимљиво је да су му то били једини поени на овом сусрету. Укупно је у сезони 2006/07. на 56 утакмица постигао 551 поен, по чему је био четврти по ефикасности у екипи.

### Лукојл, Локомотива и Спартак
После Звезде носио је дрес бугарског Лукојл академика у сезони 2007/08, када је у потпуности експлодирао и са просеком од 23,3 поена и 9,3 скока проглашен је за МВП-а бугарске лиге и био најзаслужнији за освајање дупле круне. У УЛЕБ купу бележио је 18,2 поена уз 9,1 скок на 14 утакмица. Следећа станица у његовој богатој каријери била је Локомотива Ростов, где је провео нешто више од једне године. У сезони 2008/09. на осам мечева у шампионату Русије остварио је учинак од 11,1 поена. Наредне сезоне је до одласка бележио 11,3 поена, да би се вратио у бугарски Лукојл и у сезони 2009/10. на 27 мечева бележио 16,8 поена уз 10 скокова и још једном се радовао освајању шампионата Бугарске. Вратио се у Русију, али је овога пута појачао екипу Спартак из Санкт Петербурга са којим је стигао до титуле у купу Русије. Такође је помогао свом тиму да дође до фајнал-фора у Еврочеленџ купу где је бележио просечно 9,6 поена уз 6,1 скок.

### Олимпијакос
Лета 2011. године прешао је у грчки Олимпијакос, што је испоставиће се био сјајан потез. У две сезоне освојио је две Евролиге 2012. и 2013. године и једну титулу првака Грчке. У сезони 2011/12. на 22 утакмице у најелитнијем европском клупском такмичењу бележио је 7,2 поена уз 4,3 скока. У финалу против ЦСКА из Москве (62:61) постигао је седам поена. Наредне сезоне Олимпијакос је одбранио титулу првака Европе победом над мадридским Реалом у финалу резултатом 100:88, а Перо је убацио 10 поена уз шест скокова. Те сезоне је у Евролиги на чак 31 мечу бележио просечно шест поена, али чини се да је његова улога у тиму била знатно већа него што то показује статистика.

### НБА
У лето 2013. потписује уговор са Атланта хоксима и тако постаје први македонски кошаркаш у НБА. У својој првој сезони на 50 утакмица бележио је просечно седам поена и 3,1 скок за 18,5 минута у игри. Против Голден Стејт вориорса се 3. јануара први пут нашао у стартној постави и пружио одличну партију убацивши 16 поена уз седам ухваћених лопти. Стамени кошаркаш је као један од бољих новајлија требало да се појави и на ол-стар викенду, али га је спречила повреда због које је пропустио већи број утакмица. У другој сезони је одиграо 63 меча са просеком од 5,7 поена, али је у њој оборио сопствени рекорд по броју датих поена на једној утакмици – против Индијане пејсерс постигао 18 поена.

### Фенербахче
Антић се у јуну 2015. године вратио у европску кошарку и потписао за турски Фенербахче, којег је водио Жељко Обрадовић. Са њима је провео наредне две сезоне и освојио титулу Евролиге у сезони 2016/17. Поред Евролиге, са „Фенером“ осваја две титуле првака Турске (2016 и 2017) као и куп Турске 2016. те Суперкуп такође 2016. године.

### Црвена звезда
У септембру 2017. године Антић се вратио у Црвену звезду, клуб у којем је желео да заврши каријеру. Антић је по доласку рекао да финансијски аспект уговора није био значајан с обзиром да је добар део платио Фенербахче са којим је имао још годину дана важећег уговора. Са црвено-белима је у сезони 2017/18. освојио Суперлигу Србије.

## Репрезентација
За репрезентацију Северне Македоније наступао је на Европском првенству 2011. у Литванији, када су остварили сјајан резултат – 4. место, што је највећи успех у историји ове селекције. Перо је пружио сјајне игре на поменутом такмичењу. Бележио је 11,6 поена и 8,5 скокова, по чему је био трећи на турниру. Против Финске је нанизао чак 19 скокова (15 дефанзивних). Народ у Северној Македонији је био одушевљен овим успехом и играчима је приређен свечани дочек. На Европском првенству 2013. у Словенији завршили су такмичење у групној фази, а Антић је имао просек од 13,8 поена и осам скокова. После овог такмичења је одлучио да се повуче из националног тима.

## Остало
Навијач је Црвене звезде за коју је играо у два наврата.

## Успеси

### Клупски
- АЕК Атина:
  - Првенство Грчке (1): 2001/02.
- Црвена звезда:
  - Првенство Србије (1): 2017/18.
  - Куп Радивоја Кораћа (1): 2006.
- Лукојл академик:
  - Првенство Бугарске (2): 2007/08, 2009/10.
  - Куп Бугарске (1): 2008.
- Спартак Санкт Петербург:
  - Куп Русије (1): 2011.
- Олимпијакос:
  - Евролига (2) : 2011/12, 2012/13.
  - Првенство Грчке (1): 2011/12.
- Фенербахче:
  - Евролига (1): 2016/17.
  - Првенство Турске (2): 2015/16, 2016/17.
  - Куп Турске (1): 2016.
  - Суперкуп Турске (1): 2016.

### Појединачни
- Најкориснији играч Првенства Бугарске (1) : 2007/08.
- Најкориснији играч Купа Русије (1) : 2011.

## Статистика
Напомена: Евролига није једино такмичење у којем је играч учествовао, играо је и у домаћим такмичењима

### Евролига
| Сезона   | Екипа       | ОУ  | СУ | МПУ  | ПШ%  | 3П%  | СБ%  | СПУ | АПУ | УПУ | БПУ | ППУ | ИПУ |
| -------- | ----------- | --- | -- | ---- | ---- | ---- | ---- | --- | --- | --- | --- | --- | --- |
| 2001–02  | AEK         | 7   | 1  | 4.6  | 50,0 | 0    | 0    | 1.1 | .1  | .1  | .0  | .9  | .1  |
| 2002–03  | AEK         | 12  | 3  | 15.0 | 39,5 | 29,4 | 60,0 | 2.5 | 1.1 | .3  | .3  | 4.3 | 1.8 |
| 2003–04  | AEK         | 3   | 0  | 7.3  | 33,3 | 25,0 | 0    | 1.7 | 0   | 0,3 | 0,3 | 2.3 | .3  |
| 2004–05  | AEK         | 15  | 0  | 11.5 | 39,3 | 33,3 | 59,3 | 2,9 | 0,5 | 0,3 | 0,4 | 4.6 | 2.7 |
| 2011–12† | Олимпијакос | 22  | 18 | 18.7 | 35,0 | 25,0 | 77,2 | 4.3 | 0,8 | 0,5 | .3  | 7.2 | 7.3 |
| 2012–13† | Олимпијакос | 31  | 4  | 18.1 | 35,4 | 26,1 | 65,9 | 3.5 | 0,7 | 0,4 | .2  | 6.0 | 5.3 |
| 2015–16  | Фенербахче  | 23  | 10 | 21.1 | 388  | 37,3 | 76,9 | 4.3 | 0,7 | 0,2 | 0   | 8.0 | 8.4 |
| 2016–17† | Фенербахче  | 31  | 11 | 13.5 | 33,3 | 33,8 | 74,4 | 2.4 | 0,6 | 0,4 | .1  | 4.2 | 4,5 |
| Каријера |             | 144 | 47 | 15,9 | 36,3 | 30,4 | 70,9 | 3.2 | 0,7 | 0,3 | 0,2 | 5.5 | 5.0 |

### НБА

#### Регуларна сезона
| Сезона   | Екипа   | ОУ  | СУ | МПУ  | ПШ%  | 3П%  | СБ%  | СПУ | АПУ | УПУ | БПУ | ППУ |
| -------- | ------- | --- | -- | ---- | ---- | ---- | ---- | --- | --- | --- | --- | --- |
| 2013/14. | Атланта | 50  | 26 | 18.5 | .418 | .327 | .758 | 4.2 | 1.2 | 0.4 | 0.2 | 7.0 |
| 2014/15. | Атланта | 63  | 3  | 16.5 | .365 | .301 | .715 | 3.0 | 0.8 | 0.3 | 0.2 | 5.7 |
| Каријера |         | 113 | 29 | 17.4 | .392 | .314 | .730 | 3.5 | 0.9 | 0.3 | 0.2 | 6.3 |

#### Плеј-оф
| Сезона   | Екипа   | ОУ | СУ | МПУ  | ПШ%  | 3П%  | СБ%  | СПУ | АПУ | УПУ | БПУ | ППУ |
| -------- | ------- | -- | -- | ---- | ---- | ---- | ---- | --- | --- | --- | --- | --- |
| 2014     | Атланта | 7  | 7  | 24.3 | .167 | .120 | .625 | 3.9 | .7  | .7  | .4  | 3.1 |
| 2015     | Атланта | 15 | 1  | 13.3 | .320 | .344 | .800 | 2.9 | .3  | .1  | .2  | 4.2 |
| Каријера |         | 22 | 8  | 16.8 | .250 | .246 | .758 | 3.2 | .4  | .3  | .3  | 3.9 |